# Phelipara submarmorata
Phelipara submarmorata är en skalbaggsart som beskrevs av Stefan von Breuning 1960. Phelipara submarmorata ingår i släktet Phelipara och familjen långhorningar.
Artens utbredningsområde är Laos. Inga underarter finns listade i Catalogue of Life.